# Oxidoreduktaser
Oxidoreduktaser är enzymklass nummer 1 i IUBMB-klassifikationssystemet. De kännetecknas av att de katalyserar oxidations- och reduktionsreaktioner (förflyttning av elektron).
Det finns flera undergrupper, till exempel dehydrogenaser, som katalyserar oxidationen av alkoholer till aldehyder.

## Exempel
Pi + glyceraldehyd-3-fosfat + NAD+ → NADH + H+ + 1,3-bisfosfoglycerat, där NAD+ är reduktant (H-acceptor), och glyceraldehyd-3-fosfat är oxidant (H-donator).

## Klassificering
Oxidoreduktaser är klassificerade som EC-nummer 1. De kan ytterligare klassificeras i 22 underklasser
- EC 1.1 innehåller oxidoreduktaser som reagerar med CH-OH-gruppen hos donatorn
- EC 1.2 innehåller oxidoreduktaser som reagerar med aldehyd eller oxo-gruppen hos donatorn
- EC 1.3 innehåller oxidoreduktaser som reagerar med CH-CH-gruppen hos donatorn
- EC 1.4 innehåller oxidoreduktaser som reagerar med CH-NH2-gruppen hos donatorn
- EC 1.5 innehåller oxidoreduktaser som reagerar med CH-NH-gruppen hos donatorn
- EC 1.6 innehåller oxidoreduktaser som reagerar med NADH eller NADPH
- EC 1.7 innehåller oxidoreduktaser som reagerar med andra kvävehaltiga föreningar
- EC 1.8 innehåller oxidoreduktaser som reagerar med en svavelgrupp hos donatorn
- EC 1.9 innehåller oxidoreduktaser som reagerar med en hemgrupp hos donatorn
- EC 1.10 innehåller oxidoreduktaser som reagerar med difenoler och liknande föreningar
- EC 1.11 innehåller oxidoreduktaser som reagerar med peroxid
- EC 1.12 innehåller oxidoreduktaser som reagerar med väte som donator
- EC 1.13
- EC 1.14
- EC 1.15 innehåller oxidoreduktaser som reagerar med superoxidradikaler som acceptorer
- EC 1.16 innehåller oxidoreduktaser som oxiderad metalljoner
- EC 1.17 innehåller oxidoreduktaser som reagerar med CH- eller CH2-grupper
- EC 1.18 innehåller oxidoreduktaser som reagerar med järn-svavelproteiner
- EC 1.19 innehåller oxidoreduktaser som reducerar flavodoxin
- EC 1.20 innehåller oxidoreduktaser som reagerar med fosfor- eller arsenik-föreningar
- EC 1.21 innehåller oxidoreduktaser som reagerar med X-H och Y-H och formar X-Y
- EC 1.97 innehåller andra oxidoreduktaser